# کمپین آفریکانه اوییشن
کمپین آفریکانه اوییشن (به انگلیسی: Compagnie Africaine d'Aviation) یک شرکت هواپیمایی با کد یاتا BU است که در ۱۹۹۱ میلادی تأسیس شده‌است. دفتر مرکزی کمپین آفریکانه اوییشن در کینشاسا، جمهوری دموکراتیک کنگو واقع شده‌است و به ۲۱ مقصد، پرواز انجام می‌دهد.